# San Felipe Quiriceo
San Felipe Quiriceo es una localidad del estado mexicano de Guanajuato. Es parte del municipio de Valle de Santiago.

## Toponimia
El nombre «San Felipe» hace referencia al santo patrono de la localidad: Felipe el Apóstol. El nombre «Quiriceo» proviene del purépecha, su significado es «papagayo».

## Demografía
| Gráfica de evolución demográfica |
|                                  |

| Censo | Población |
| ----- | --------- |
| 1910  | 293       |
| 1921  | 246       |
| 1930  | 289       |
| 1940  | 307       |
| 1950  | 328       |
| 1960  | 439       |
| 1970  | 665       |
| 1980  | 773       |
| 1990  | 1 031     |
| 2000  | 1 103     |
| 2010  | 1 033     |
| 2020  | 1 102     |